# Olga Connolly

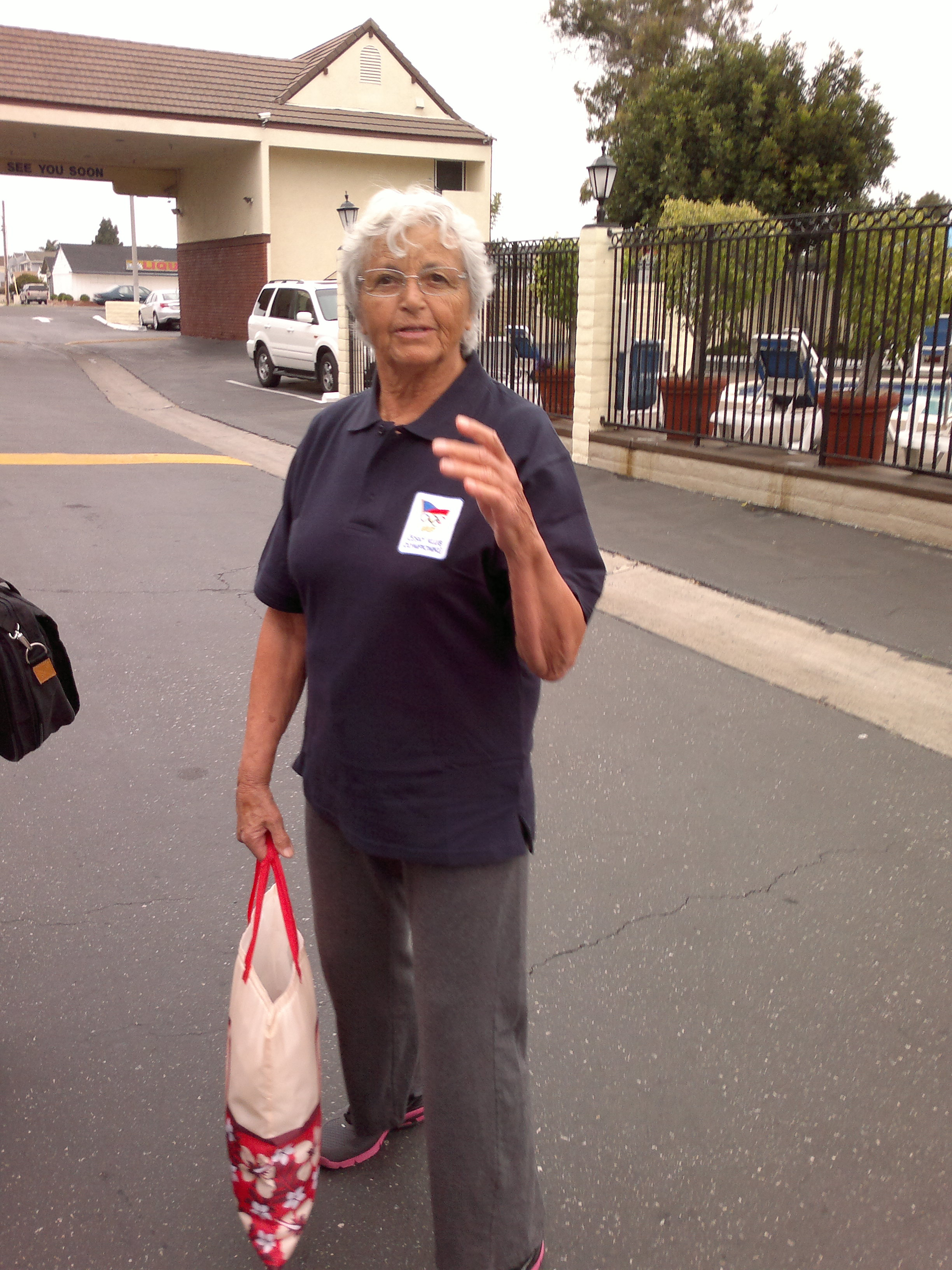
Olga Fikotová 2012

Olga Connolly (geb. Fikotová; * 13. November 1932 in Prag; † 12. April 2024) war eine  Diskuswerferin, die für die Tschechoslowakei und ab 1957 bis an ihr Karriereende für die USA startete. Sie gewann bei den Olympischen Spielen in Melbourne 1956 die Goldmedaille in ihrer Disziplin.

## Werdegang
Olga Connolly wurde in der Tschechoslowakei geboren und gewann unter ihrem Geburtsnamen Fikotová 1956 die Goldmedaille bei den Olympischen Spielen. Bei diesen Spielen lernte sie den US-amerikanischen Hammerwerfer Hal Connolly kennen. Sie heirateten im Oktober 1957, und Fikotová startete von nun an unter dem Namen Connolly für die Vereinigten Staaten. Connolly wurde fünfmal US-Meisterin im Diskuswurf (1957, 1960, 1962, 1964, 1968) und nahm noch viermal an Olympischen Spielen teil, gewann aber keine Medaille mehr. Bei ihren letzten Spielen 1972 in München war sie Fahnenträgerin für das US-Team.
Sie hatte vier Kinder und war ab 1973 (andere Quellen: 1975) von Harold Connolly geschieden.

## Erfolge im Einzelnen
- 1956, Olympische Spiele Melbourne: Platz 1 (53,69 m)

## Persönliche Bestleistung
- 57,60 m